# Irene Fornaciari

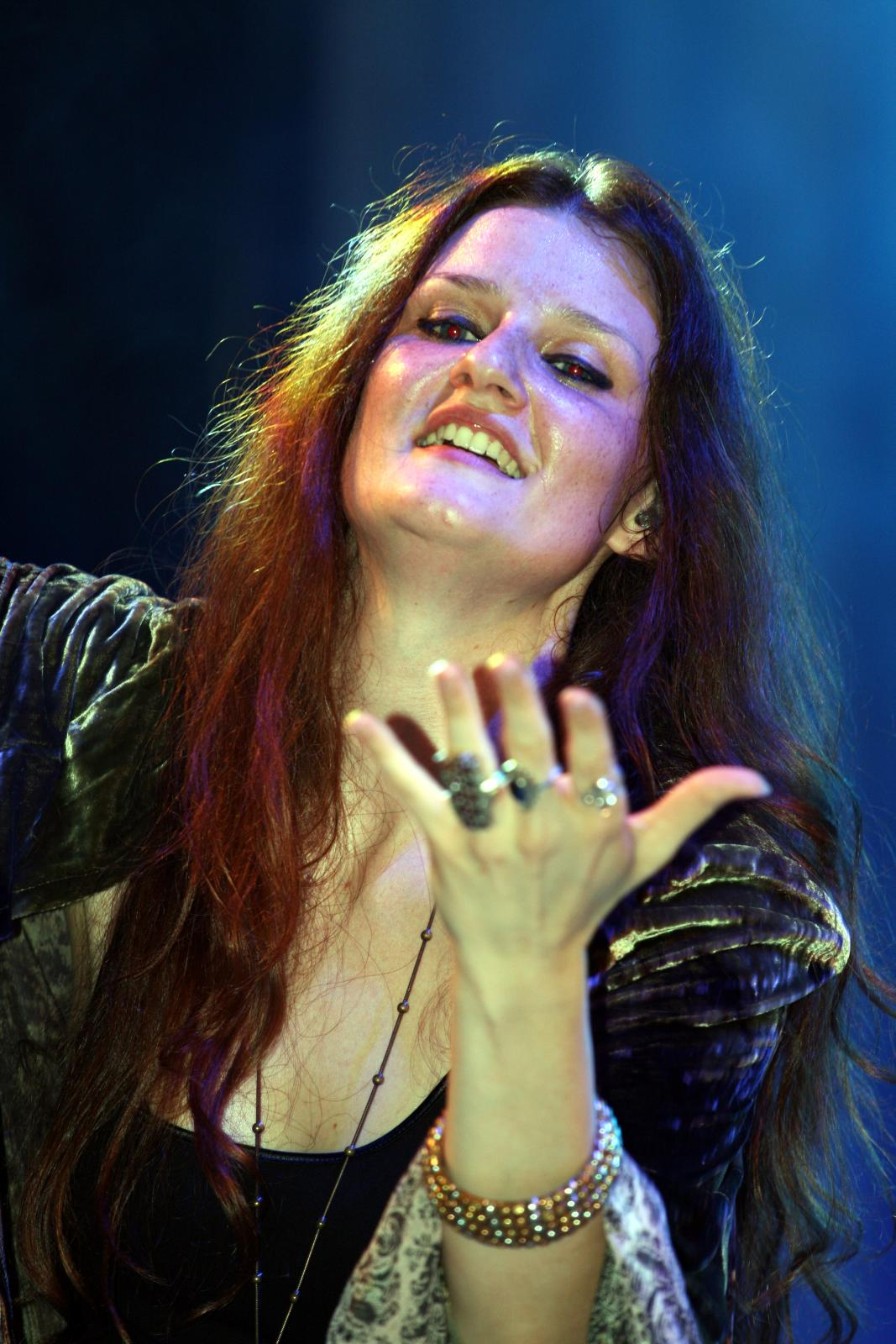
Irene Fornaciari bei einem Auftritt 2010

Irene Fornaciari (* 24. Dezember 1983 in Pietrasanta) ist eine italienische Sängerin. Sie wurde durch mehrere Teilnahmen am Sanremo-Festival bekannt.

## Werdegang
Die Tochter des bekannten Musikers Zucchero hatte ihren ersten öffentlichen Auftritt in einem Tribute-Konzert 2002 zu Ehren ihres Vaters. Zusammen mit diesem hatte sie bereits das Lied Karma, stai calma aufgenommen und zusammen mit ihrer Schwester Alice hatte sie Puro amore geschrieben; beide Lieder erschienen 1998 auf Zuccheros Album Bluesugar. Auch für den Soundtrack des Films Spirit – Der wilde Mustang (2002) war sie als Songwriterin tätig: Sie schrieb die italienischen Texte zu den von Bryan Adams verfassten Songs. 2003 spielte sie im biblischen Musical I dieci comandamenti mit. Zwei Jahre später ging sie mit ihrem Vater auf Tournee und trat u. a. in der Royal Albert Hall auf.
Im Jahr 2006 begann Fornaciari ihre Solokarriere mit der Veröffentlichung einiger Singles, 2007 folgte das erste Album Vertigini in fiore, dem jedoch kein Erfolg beschieden war. Am Sanremo-Festival 2009 nahm die Sängerin in der Newcomer-Kategorie mit dem Lied Spiove il sole teil, doch auch damit konnte das zweite Album Vintage Baby keinen nennenswerten Erfolg erzielen. Erst ihre Teilnahme in der Hauptkategorie des Festivals im Folgejahr, zusammen mit der Band Nomadi, bescherte der Sängerin einen kleineren Erfolg; ihr Lied Il mondo piange landete auf dem sechsten Platz und verfehlte nur knapp die Top Ten der Singlecharts. Anschließend erschien ihr drittes, selbstbetiteltes Album.
Mit Grande mistero trat Fornaciari auch 2012 wieder in Sanremo an, doch schaffte sie es nicht mehr ins Finale, und auch das in der Folge veröffentlichte vierte Album war ein weiterer Misserfolg. Am Sanremo-Festival 2016 nahm die Sängerin erneut teil, wobei sie im Finale mit Blu den letzten Platz belegte.

## Diskografie
Alben
- Vertigini in fiore (2007)

| Jahr | Titel            | Höchstplatzierung, Gesamtwochen, AuszeichnungChartsChartplatzierungen (Jahr, Titel, Platzierungen, Wochen, Auszeichnungen, Anmerkungen) | Anmerkungen |
| Jahr | Titel            | IT | Anmerkungen |
| ---- | ---------------- | --- | ----------- |
| 2009 | Vintage Baby     | IT86 (1 Wo.)IT |             |
| 2010 | Irene Fornaciari | IT24 (10 Wo.)IT |             |
| 2012 | Grande mistero   | IT90 (2 Wo.)IT |             |
| 2016 | Questo tempo     | IT63 (2 Wo.)IT |             |

Singles

| Jahr | Titel Album                      | Höchstplatzierung, Gesamtwochen, AuszeichnungChartsChartplatzierungen (Jahr, Titel, Album, Platzierungen, Wochen, Auszeichnungen, Anmerkungen) | Anmerkungen  |
| Jahr | Titel Album                      | IT | Anmerkungen  |
| ---- | -------------------------------- | --- | ------------ |
| 2009 | Spiove il sole Vintage Baby      | IT48 (1 Wo.)IT |              |
| 2010 | Il mondo piange Irene Fornaciari | IT11 (6 Wo.)IT | feat. Nomadi |
| 2012 | Grande mistero                   | IT23 (3 Wo.)IT |              |

- Mastichi aria (2006)
- Io non abito più qua (2006)
- Un sole dentro (2007)
- Un giro in giro (2007)
- Messin’ with My Head (2010; feat. Mousse T.)
- Il volo di un angelo (2012)
- Blu (2016)

## Belege
1. ↑  Alben von Irene Fornaciari. In: Italiancharts.com. Hung Medien, abgerufen am 24. April 2017.
2. ↑  Guido Racca & Chartitalia: Top 100 FIMI Singoli. Lulu, 2013, S. 94.

| Personendaten    | Personendaten         |
| ---------------- | --------------------- |
| NAME             | Fornaciari, Irene     |
| KURZBESCHREIBUNG | italienische Sängerin |
| GEBURTSDATUM     | 24. Dezember 1983     |
| GEBURTSORT       | Pietrasanta, Italien  |